# Абделлауи, Яссин
Яссин Абделлауи (нидерл. Yassine Abdellaoui; род. 21 июня 1975, Хертогенбос) — нидерландский футболист, полузащитник. Наиболее известен по выступлениям за «Виллем II» и НАК Бреда.

## Клубная карьера
Родился 21 июня 1975 года в Хертогенбосе в семье марокканского происхождения. Абделлауи — воспитанник клуба Росмален. В 1992 году стал игроком «Виллем II». 16 августа в матче против «Гронингена» Яссин дебютировал в Эредивизи. 20 марта 1994 года в поединке против «Фейеноорда» забил первый гол за клуб. По итогам двух сезонов в составе команды, сыграл 47 матчей и забил 3 гола в национальном чемпионате.
Летом 1994 года перешёл в НАК Бреда. 31 августа в матче против «Витесса» Абделлауи провёл первый за новый клуб. 9 апреля 1995 года в поединке против «Фейеноорда» забил первый гол. 27 августа в поединке против ПСВ, Абделлауи заявил что игрок «красно-белых» Ян Ваутерс, удалённый в этой встрече, сказал ему «Дерьмо марокканское, вали в свою страну». Главный судья матча Дик Йол отметил что не слышал этого, в противном случаи показал бы красную карточку.
Несмотря на предложения от многих клубов, в январе 1997 года Яссин перешёл в испанский «Райо Вальекано», выступавший в Ла Лиге. 26 января в матче против «Барселоны» Абделлауи дебютировал за испанский клуб. По итогам сезона 1996/97, команда заняла место в зоне переходных матчей, где по правилу выездного гола проиграл в двух встречах «Мальорке». Вернувшись в Нидерланды, Абделлауи перешёл в НЕК, где сыграл всего 6 матчей и расторг контракт.
Лето 1998 года вернулся в «Виллем II». 13 сентября в поединке против «Спарты» из Роттердама сыграл первый матч после возвращения. В следующем туре против АЗ полузащитник забил гол. В марте 1998 года Абделлауи отказался тренироваться, после обращения клуба в арбитражный суд Королевского футбольного союза Нидерландов, он постановил выплатить игроку всю задолженность по зарплате.
В январе 2003 года вернулся в НАК Бреда. 9 февраля матче против клуба НЕК Яссин дебютировал за клуб. В июле покинул команду, перейдя в «Де Графсхап». 15 января 2004 года Абделлауи был отстранён от тренировок из-за «несанкционированной ночной прогулки». На следующий день клуб расторг контракт с футболистом.
После завершения карьеры, получил тренерскую лицензию. В августе 2016 года пополнил штаб молодежной академии Виллема II, был помощником главного тренера в команде до 17 лет. Жил в Амстердаме, пытался устроиться на работу в амстердамский «Аякс».

## Личная жизнь
22 сентября 2003 года Абделлауи и начальник почтового отделения Абдель Ф. были арестованы по подозрению в отмывании 2,3 миллиона евро. Полузащитнику были предъявлены обвинения в том, что он использовал свой паспорт для отмыва денег посредством денежных переводов на Кюрасао, Ямайку и Доминиканскую Республику. Абделлауи был признан виновным по делу, получил тюремное заключение и общественные работы. В предварительном заключении провёл 46 (по другим данным — 73 дня) дней. Ещё одним фигурантом дела стал тайский защитник Джеффри Проммайон, который был обвинён также в торговле экстази.
В 2014 году суд оправдал Абделлауи и Проммайона по делу об отмыве денег, иск Яссина с целью компенсации ущерба был удовлетворён частично. Оба спортсмена получили двухмесячный условный срок. В качестве компенсации нидерландец получил 8000 евро. В 2015 году, Абделлауи объявил голодовку, с целью получить бо́льшую компенсации.
В феврале 2019 года в амстердамском районе Айбург был ранен, получив несколько выстрелов от двоих неизвестных, которые скрылись на самокатах. По версии самого игрока, нападавшие «ошиблись» и планировали нападения на его шурина. В апреле 2020 года двое подозреваемых в нападении на футболиста были арестованы полицией Нидерландов.